# Alix de France (1003-ap. 1063)
Pour les articles homonymes, voir Alix de France.
Alix ou Hadwige ou Avoye de France, née en 1003, morte après 1063, comtesse d'Auxerre et de Nevers (1028-1040), est la fille de Robert II, roi de France, et de Constance d'Arles.
Son appellation la plus correcte est Hadwige d'après sa seule souscription connue dans le Cartulaire de Cluny (Advise).
Elle épouse avant 1028 Renaud Ier de Nevers (1000 † 1040), comte de Nevers (1028-1040), et lui apporte en dot le comté d'Auxerre. Ils ont :
- Guillaume Ier (1029 † 1083) ;
- Alix de Nevers (1035-1103) ;
- Robert le Bourguignon (1035 † 1098), seigneur de Craon ;
- Guy († 1084), seigneur de Nouatre ;
- Henri.